# Tourch
 Tourch  (en bretón Tourc'h) es una población y comuna francesa, en la región de Bretaña, departamento de Finisterre, en el distrito de Quimper y cantón de Rosporden.

## Demografía
| 1029 | 996 | 935 | 891 | 820 | 836 |
| Para los censos de 1962 a 1999 la población legal corresponde a la población sin duplicidades (Fuente: INSEE [Consultar]) |     |     |     |     |     |